# Walter von Reichenau
Walter Karl Gustav August Ernst von Reichenau (8 d'octubre de 1884 - 17 de gener de 1942) va ser un mariscal de camp del Heer de l'Alemanya nazi durant la Segona Guerra Mundial. Va rebre el sobrenom de "El Bou" (en alemany: Der Bulle). Reichenau va comandar el Sisè Exèrcit durant les invasions de Bèlgica i França. Durant l'operació Barbarroja, la invasió de la Unió Soviètica, va continuar comandant el 6è Exèrcit com a part del Grup d'Exèrcits Sud mentre capturava Ucraïna i avançava profundament a la URSS.
Mentre estava al comandament del 6è Exèrcit durant l'operació Barbarroja el 1941, va emetre la famosa Ordre de Severitat que animava els soldats alemanys a assassinar civils jueus al Front Oriental. Les tropes de Reichenau van cooperar amb les SS Einsatzgruppen en la comissió de la massacre de més de 33.000 jueus a Babi Iar, i van assistir en altres crims contra la humanitat que van ocórrer a les zones sota el seu comandament durant l'Holocaust.

## Biografia
Fill del tinent general prussià Ernst August von Reichenau (1841–1919), Walter von Reichenau va néixer el 1884 a Karlsruhe. Un dels seus germans era Ernst von Reichenau. Walter es va unir a l'exèrcit prussià com a cadet d'artilleria el 14 de març de 1903. Després va assistir a l' Acadèmia de Guerra Prussiana , i va servir com a oficial d'estat major de Max Hoffmann durant la Primera Guerra Mundial. Al començament de la guerra, Reichenau era ajudant del 1r Regiment d'Artilleria de Camp de la Guàrdia i en aquest càrrec va ser ascendit a capità el 28 de novembre de 1914 i condecorat amb la Creu de Ferro de 2a i 1a classe al llarg de l'any. L'any següent va ser transferit a l'Estat Major alemany i durant el 1915 va servir com a Segon Oficial d'Estat Major (Ib) de la 47a Divisió de Reserva i després com a Primer Oficial d'Estat Major (Ia) de la 7a Divisió de Cavalleria.
Els primers anys de Reichenau es descriuen en termes contradictoris, com a progressistes però també brutals, amb un historial d'execució de soldats que eren absents sense permís, fins i tot en temps de pau. Molt poc convencional, era un àvid home de la natura, parlava anglès a casa i, en contrast amb les seves activitats posteriors a Rússia, va insistir a donar suport als esdeveniments dels veterans jueus de la Primera Guerra Mundial amb uniforme militar complet, fins i tot després que Hitler arribés al poder. L'abril de 1919 es va casar amb l'aristòcrata silesiana Alexandrine Gräfin Maltzan Freiin zu Wartenberg und Penzlin (1895–1984), la germana de la qual, Maria von Maltzan, va formar part de la Resistència alemanya.

### Període d'entreguerres
Després de la guerra, es va unir al Grenzschutz Ost Freikorps com a oficial de l'Estat Major, servint a Silèsia i Pomerània. El 1919, Reichenau es va unir al recentment establert Reichswehr de la República de Weimar. El cos d'oficials de les noves forces armades estava limitat a 4.000, i no hi havia cap Estat Major. Reichenau va acceptar un lloc al Truppenamt, que era l'equivalent "clandestí" de l'Estat Major format per Hans von Seeckt. Va ser ascendit a major el 1924, a tinent coronel l'1 d'abril de 1929 i a coronel l'1 de febrer de 1932. El 1930, Reichenau va ser nomenat cap d'Estat Major de l'inspector de senyals del Ministeri del Reichswehr. Més tard, el seu oncle, un diplomàtic, el va presentar a Hitler l'abril de 1932. Extremadament ambiciós, veia el Partit Nazi com un vaixell revolucionari en el qual podia impulsar la seva carrera i, per tant, va trencar amb la política promonàrquica de la casta militar prussiana i es va convertir en un nazi devot.

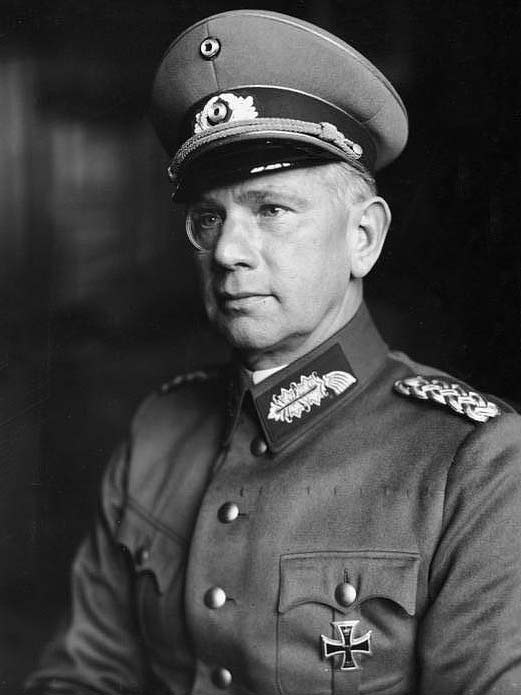
Reichenau el 1933

Com a aliat declarat i defensor de Hitler i del Partit Nazi, Reichenau aviat va tenir problemes amb el membre del gabinet i eventual canceller Kurt von Schleicher, que va utilitzar la seva autoritat per fer-lo transferir del seu prestigiós càrrec a Berlín a la seu del districte militar de Prússia Oriental, un lloc relativament apartat. A Prússia Oriental, Reichenau va servir sota el comandament del general Werner von Blomberg, un company exiliat de Schleicher. Reichenau i Blomberg es van convertir en aliats polítics dins de l'exèrcit i va ser Reichenau qui va presentar Blomberg a Hitler. Blomberg, que tenia la reputació de ser manipulat per Reichenau, va quedar captivat per Hitler i tots dos aviat van utilitzar les seves connexions amb el partit nazi per avançar. Quan Hitler va arribar al poder el gener de 1933, Blomberg es va convertir en ministre de Guerra. Un dels seus primers actes va ser promoure Reichenau per dirigir la poderosa Oficina Ministerial, actuant com a oficial d'enllaç entre l'exèrcit i el Partit Nazi. Va tenir un paper destacat en la convicció de líders nazis com Göring i Himmler que el poder d'Ernst Röhm i les SA s'havia de trencar si l'exèrcit volia donar suport al govern liderat pels nazis. Això va conduir directament a la "Nit dels Ganivets Llargs" del 30 de juny de 1934.
El 1935, Reichenau va ser ascendit a tinent general i també va ser nomenat comandant del 7è Cos d'Exèrcit a Munic. Reichenau va ser un dels generals preferits de Hitler i la seva primera opció per a comandant en cap del Heer el 1934, però va ser anul·lat pel president von Hindenburg, que va nomenar el general Werner von Fritsch.
Reflectint la preferència de Reichenau per les tasques d'assumptes polítics, Blomberg va enviar Reichenau a la Xina el maig de 1934 per donar suport a la missió d'assistència militar existent del general Alexander von Falkenhausen. Konstantin von Neurath, el ministre d'Afers Exteriors, i l'ambaixador alemany al Japó, Herbert von Dirksen, van plantejar objeccions al destí de Reichenau, tement que l'assignació d'un oficial de la seva alçada pogués posar en perill la relació d'Alemanya amb el Japó.
El 1938, després de l'afer Blomberg-Fritsch, en què Fritsch va ser obligat a abandonar el comandament de l'exèrcit, Reichenau va tornar a ser la primera opció de Hitler per al capdavant del Heer, però els líders més antics, com Gerd von Rundstedt i Ludwig Beck, es van negar a servir sota les ordres de Reichenau, i Hitler va tornar a fer marxa enrere. Von Reichenau va rebre el comandament de grup a Leipzig, considerat com un "punt de partida per als llocs de treball més alts de l'exèrcit". Però se suposa que von Reichenau es va oposar a la invasió d'Àustria el març de 1938 i va perjudicar la seva posició davant Hitler.

### Segona Guerra Mundial

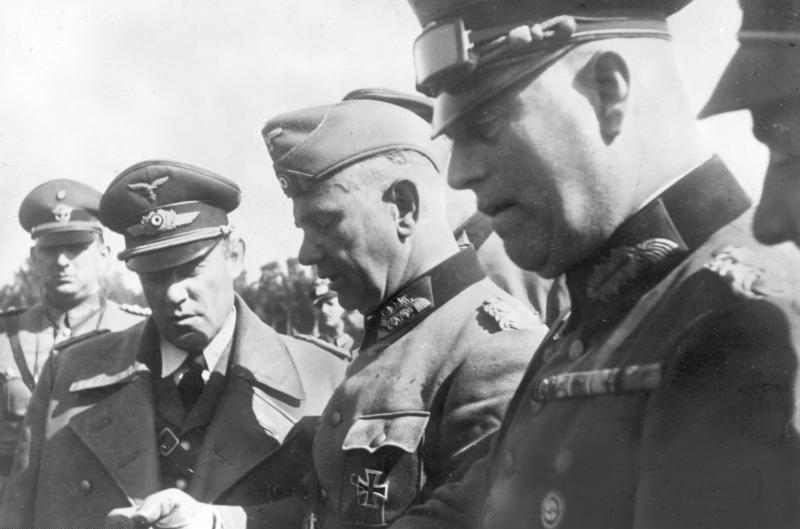
D'esquerra a dreta: Kurt Daluege, Karl Bodenschatz, Reichenau i Wilhelm Keitel en una sessió informativa sobre el mapa durant la invasió de Polònia, el setembre de 1939.

El setembre de 1939, Reichenau va comandar el Desè Exèrcit durant la invasió alemanya de Polònia i va ser el primer alemany a travessar el riu Vístula, que va travessar nedant, empenyent-se la roba davant seu en una bassa. Després de la campanya, va ser guardonat amb la Creu de Cavaller de la Creu de Ferro pel seu paper com a comandant del Desè Exèrcit.
El 1940 va dirigir el Sisè Exèrcit durant la invasió de Bèlgica i França i més tard aquell mateix any Hitler el va ascendir a Generalfeldmarschall durant la cerimònia dels mariscals de camp de 1940.
Durant la invasió alemanya de la Unió Soviètica, com a comandant del Sisè Exèrcit, va dirigir el seu exèrcit al cor de Rússia durant l'estiu de 1941. El Sisè Exèrcit formava part del Grup d'Exèrcits Sud i va capturar Kíev, Belgorod, Khàrkiv i Kursk. Durant la seva ofensiva a la Unió Soviètica, l'exèrcit alemany es va enfrontar a diversos dissenys de tancs superiors. Reichenau va inspeccionar els tancs soviètics que va trobar, entrant a cada tanc i mesurant la seva placa de blindatge. Segons l'oficial de l'estat major Paul Jordan, després d'examinar un T-34, Reichenau va dir als seus oficials: "Si els russos mai el produeixen en una cadena de muntatge, haurem perdut la guerra".
El novembre de 1941, Hitler va rellevar el mariscal de camp von Rundstedt del comandament del Grup d'Exèrcits Sud i va ascendir Reichenau per ocupar el seu lloc. Per recomanació personal a Hitler, Friedrich Paulus, un protegit de Reichenau i antic membre del seu estat major, va ser ascendit per assumir el comandament del Sisè Exèrcit.

### Mort
Reichenau era un corredor de cross habitual i va patir un ictus després d'una cursa rutinària en temps fred el 14 de gener de 1942. Després va patir greus lesions al cap quan el vol que el portava de tornada a Leipzig per rebre atenció mèdica es va estavellar en aterrar a Lviv. Es desconeix si va morir a causa de l'ictus o de les lesions sofertes en l'accident. Va ser substituït al Grup d'Exèrcits Sud per Fedor von Bock i se li va fer un funeral d'estat.

## Activitats polítiques i crims de guerra nazis

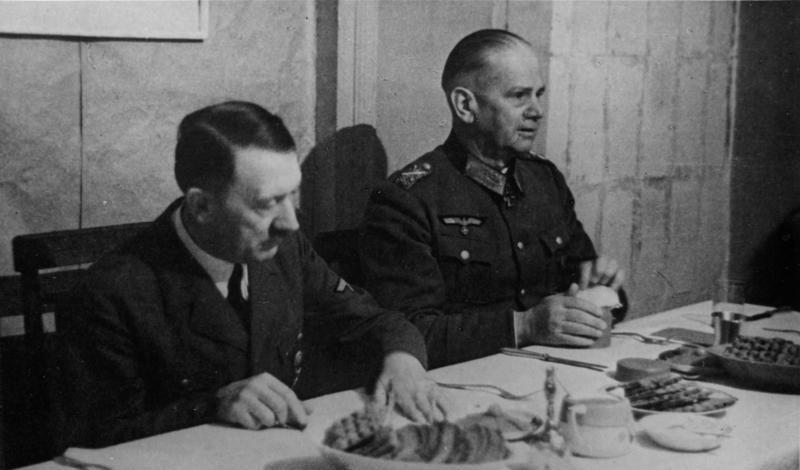
Hitler i Reichenau el setembre de 1941

L'oncle de Reichenau era un nazi fervent i el va presentar a Adolf Hitler l'abril de 1932. Reichenau es va unir al Partit Nazi, tot i que fer-ho era una violació de les regulacions de l'exèrcit establertes per Seeckt per aïllar l'exèrcit de la política nacional. Reichenau era un antisemita que equiparava el judaisme amb el bolxevisme i una amenaça asiàtica percebuda per a Europa. Havent mort el 1942, Reichenau mai va ser condemnat per crims de guerra, però va formar part de l'Estat Major General alemany i l'Alt Comandament de les Forces Armades acusats col·lectivament a Nuremberg. A l'acusació es citava específicament la seva "Ordre Reichenau", comunament coneguda com l'Ordre de Severitat d'octubre de 1941, que donava suport a les polítiques genocides nazis i defensava el càstig contra l'"espècie subhumana" de jueus i l'extermini del bolxevisme jueu a Europa.
L'única objecció que Reichenau va plantejar a les activitats dels Einsatzgruppen al seu sector va ser quan mataven tants jueus, tan ràpidament, que van començar a crear escassetat de municions al seu sector d'operacions, un problema que va abordar recomanant que les SS i les SD es limitessin a dues bales per jueu.
Reichenau estava a càrrec de la zona d'operacions en què les SS , els Einsatzgruppen i els auxiliars ucraïnesos van cometre la massacre de més de 33.000 jueus a Babi Iar. Més tard aquell mateix any, a l'agost, Reichenau també va actuar directament per garantir l'execució de noranta nens jueus a la massacre de Bila Tserkva, després que Helmuth Groscurth li demanés que evités els assassinats.

## Dates de promoció
Tinent de 2a – 18 d'agost de 1904
 Tinent – 18 d'agost de 1912
 Capità – 28 de novembre de 1914
 Major – 1 de juliol de 1923
 Tinent Coronel – 1 d'abril de 1929
 Coronel – 1 de febrer de 1932
 Major General – 1 de febrer de 1934
 Tinent General – 1 d'octubre de 1935
 General d'Artilleria - 1 d'octubre de 1936
 Coronel General – 1 d'octubre de 1939
 Mariscal de Camp – 19 de juliol de 1940

## Condecoracions
Creu de Cavaller de la Creu de Ferro - 30 de setembre de 1939 com General der Artillerie i Comandant en Cap del 10. Armee
 Creu de Cavaller amb Espases del Reial Orde Prussià de Hohenzollern
 Creu de Ferro 1914 de 1a Classe
 Creu de Ferro 1914 de 2a Classe
 Barra de 1939 a la Creu de Ferro 1914 de 1a Classe
 Barra de 1939 a la Creu de Ferro 1914 de 2a Classe
  Medalla de Rescat
  Orde de la Corona de 4a classe (Prússia)
 Creu de cavaller de I classe de l'orde de Frederic amb espases (Württemberg)
 Creu Hanseàtica d'Hamburg
 Creu de 3a Classe del Mèrit Militar amb Espases (Àustria)
 Medalla de l'1 d'octubre de 1938 amb barra "Praga"
 Creu d'Honor dels Combatents 1914-18: 26/01/1935
 Creu dels 25 anys de Servei a les Forces Armades
 Insígnia Esportiva Nacional Alemanya en bronze